# 波斯

现在的伊朗在世界上的位置

波斯（拉丁語：Persia）是伊朗及周边地区的旧称，是伊朗歷史的一部份。又译作波剌斯（《大唐西域记》）、巴西（《本草拾遗》）、巴喇西（《野记》）、巴剌西（《明史》）、吧儿西（《瀛涯胜览》《西洋番国志》）。历史上在这一西南亚地区曾建立过多个帝国。全盛時期其領土東至印度河平原，西北至小亚细亚、欧洲的马其顿、希腊半岛、色雷斯，西南至埃及或也门。波斯兴起于伊朗高原的西南部。

## 波斯和伊朗
自公元前600年开始，希腊人把这一地区叫作“波斯”。而关於波斯人的第一个书面记录是亚述帝国人在公元前九世纪的叙述，他们称其为“帕尔苏阿舒”（Parsuash）及“帕尔苏阿”（Parsua）。这些近似的词语源自古伊朗语，大概是指“边界”、“边陲”的意思，用在地理上指称伊朗人（他们在种族上自称为雅利安人，以示尊贵）。帕尔苏阿及帕尔苏阿舒其实是两个不同的地方，后者位于伊朗西南部，在古波斯语中被称为“伯尔萨”（Pârsa，今法尔斯）。
希腊人在公元前六世纪使用“帕塞斯”（Perses）、“泼西卡”（Persica）及“波西斯”（Persis）等形容词用于居鲁士二世帝国的古波斯阿契美尼德王朝，英语里的波斯人（Persian）由此而来。
在圣经较后的部分常提到波斯帝国（以斯帖記、但以理書、以斯拉記及尼希米记），称为“派拉斯”（英語：Paras），如即是“波斯及米底王国”。直到1935年，欧洲人一直使用波斯来称呼这个地区和位于这一地区的国家。而波斯人则从萨珊王朝时期起开始称呼自己的国家为埃兰沙赫尔（Erânshahr or Iranshahr），意为“中古雅利安人帝国”。
1935年，波斯国王礼萨·汗宣布国际上该国应被称作“伊朗”，但「波斯」一词在这之后还有人使用。
在中文裡，“波斯”被用于描述1935年之前的伊朗，或该民族从古就有的事物，如波斯语和波斯地毯。现代政治、经济等事物则用“伊朗”一词。其實根據考據，艾蘭（Eran）、雅利安（Aryan）、伊朗（Iran）皆是同詞音轉，具有同源關係，皆為伊朗本身的名字。

## 波斯诸帝国
在波斯，历史上有多个帝国先后建立、兴盛和衰亡。

### 埃蘭和米底時期（前2700年–前553年）
埃蘭和米底尚未被希臘人稱為波斯，但卻是波斯地區歷史中一個不可或缺的部份。
埃蘭是波斯地區最古老的文化之一，位於今天伊朗的西南部，公元前三千年以前在底格里斯河東岸建國。他們和達羅毗荼人的關係十分密切，以善戰的人民著稱。在公元前2700年至前600年期間屢次被滅及復國，最後於前639年被亞述所滅。
米底（前678年–前553年）是一个以古波斯地区为中心的王国，领土面积最大时西起小亚细亚的卡帕多西亞，东至阿拉霍西亚西部。他们隶属印欧语系，是雅利安人，也是第一批在伊朗高原地区定落的民族。亚述帝国曾入侵伊朗高原，试图征服。但是亚述的入侵，促使米底各部落走向联合，从而形成了米底国家。前553年，米底國王的孫子居鲁士二世起兵反叛米底亞，建立了阿契美尼德帝国，米底王国结束。

### 阿契美尼德王朝（前553年–前334年）

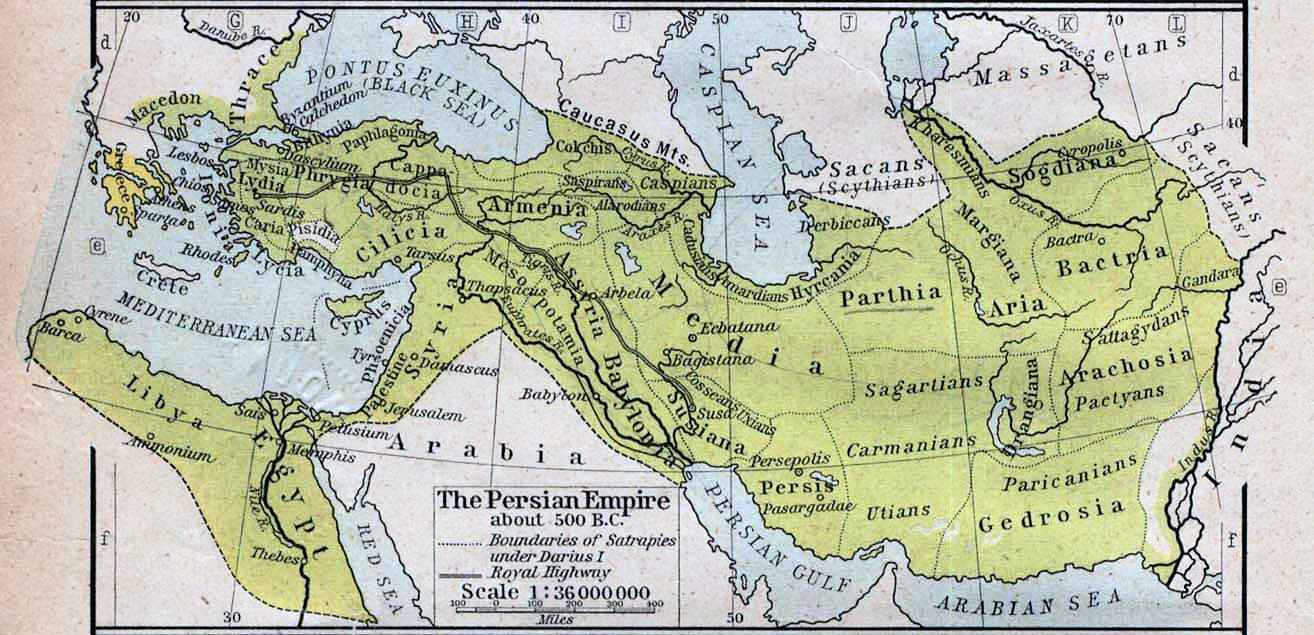
公元前6世紀的波斯帝國（阿契美尼德王朝）版圖

公元前559年居鲁士二世统一古波斯部落，建立阿契美尼德王朝。居鲁士二世并于前553—前550年击败了当时统治波斯的米底亚王国，使波斯成为一个强盛的帝国，前547年居鲁士二世武力入侵征服了当时小亚细亚西部的吕底亚王国，使得阿契美尼德王朝崛起，前546—前540年，居鲁士二世向东武力入侵征服了帕提亚、阿利亚、巴克特里亚、德兰吉亚那、格德罗西亚、阿拉霍西亚、马尔基安娜、锡尔河与阿姆河之间的中亚河中地区（索格狄亚那）、乾陀啰、克兰斯米亚。前539年，居鲁士二世武力入侵征服在美索不达米亚的新巴比倫帝國的首都巴比伦，但是不幸在前529年出征锡尔河与阿姆河之间中亚河中地区的锡尔河谷地马萨革泰人的战斗中身亡。到了冈比西斯二世时代（前529—前522年）则最终于前525年征服古埃及后王朝。
而到了大流士一世，帝国疆域得到了空前的发展。大流士在前521年揮軍東征印度河平原，纳入阿契美尼德王朝的治下，西面則出兵多瑙河三角洲、色雷斯、马其顿王国、古希腊，但卻因马拉松战役（前490年）之失利而功败垂成（見前499—前449年的波希战争）。其子薛西斯一世后来於前480年再度对希腊諸城邦用兵，可惜最終功虧一簣（见“温泉关战役”、“萨拉米湾海战”和“普拉提亚战役”）。古波斯的阿契美尼德王朝為当时世界上领土疆域最大的帝国。

### 希腊化时期（前330年–前129年）
早在创建于前356年的腓力二世的马其顿王国在不断把古希腊城邦纳入治下之前，就有了日后对古波斯阿契美尼德王朝武力入侵征服的野心，在最终于前338年把古希腊城邦彻底纳入其治下之后（除开斯巴达），在前336年就集结了由阿塔修斯统帅的五万军队渡过赫勒斯滂海峡武力入侵小亚细亚当时属于古波斯阿契美尼德王朝在小亚细亚的领土疆域，但是很不幸，不久就在女儿的婚宴上被杀，之后亚历山大大帝成功登上王位並镇压反叛，之后一如既往的沿袭父亲腓力二世对阿契美尼德王朝的武力入侵征服，在前334年—前330年间亚历山大大帝的五万大军经过格拉尼库斯河战役、米利都围城战、哈利卡纳索斯围城战、伊苏斯战役、泰尔围城战、加沙围城战、高加米拉战役、波斯隘口战役、粟特岩山戰役九场战役之后，大流士三世在逃跑的途中被贝苏斯刺杀，阿契美尼德王朝灭亡，之前领土疆域的大部分成为马其顿帝国的一部分。马其顿帝国很快在前322年至前301年的一共八场继业者战争之后就分崩离析。马其顿帝国亚历山大大帝的将军之一塞琉古一世经过继业者战争，最终在前312年自立塞琉古帝国，以塞琉西亚和安条克为中心，统治波斯地区。
这一时期伊朗成为东西方的一个交流枢纽：丝绸之路由此连接锡尔河与阿姆河之间的中亚河中地区（索格狄亚那）和印度，佛教从印度孔雀王朝传来，琐罗亚斯德教则西去影响了犹太教。
塞琉古帝国的后期，在前238年，由来自于里海东岸的游牧部落联盟大益的成员帕尼人酋长阿尔沙克一世攻占了帕提亚，帕尼人接受了帕提亚语並建立起阿尔沙克王朝(阿薩息斯王朝)这个古代君主制国家。阿尔沙克王朝之后不断扩张领土疆域，在前177年—前138年的米特里达梯一世时期领土疆域扩张到最大，西到叙利亚段的幼发拉底河以西，包括全部美索不达米亚，东到阿姆河，东南到哥德罗西亚，南到波斯湾和阿拉伯海。前250年大夏（巴克特里亚）独立之后，东部被大夏所扰，在前190年之后，西面又面临罗马共和国的武力征伐导致不断的衰败，最终在阿尔沙克王朝米特里达梯一世时期丧失了伊朗高原和美索不达米亚的全部领土。最终于前63年被罗马共和国彻底灭亡。

### 阿萨息斯王朝（前247年–226年）
阿萨息斯王朝又称帕提亚帝国、安息帝国等，发源于今天伊朗东北当时叫帕提亚的地区，在米特里达梯一世（前177—前138年）统治的极盛时期，包括今天小亚细亚东部、亚美尼亚、阿塞拜疆、美索不达米亚、叙利亚、伊朗高原、阿富汗、阿姆河以南的大呼罗珊和今印度河以西的巴基斯坦，与古罗马帝国隔幼发拉底河为界，首都泰西封位于美索不达米亚的塞琉西亚附近。两个帝国之间经常战争。同时帕提亚帝国与一世纪之后建立的贵霜帝国也是战事频传。帝国的美索不达米亚和都城泰西封分别在116年、164年—165年、197年—198年屡次被罗马军团攻占而国力衰竭，造成了三世纪初期的诸侯割据。

### 萨珊王朝（224年–651年）

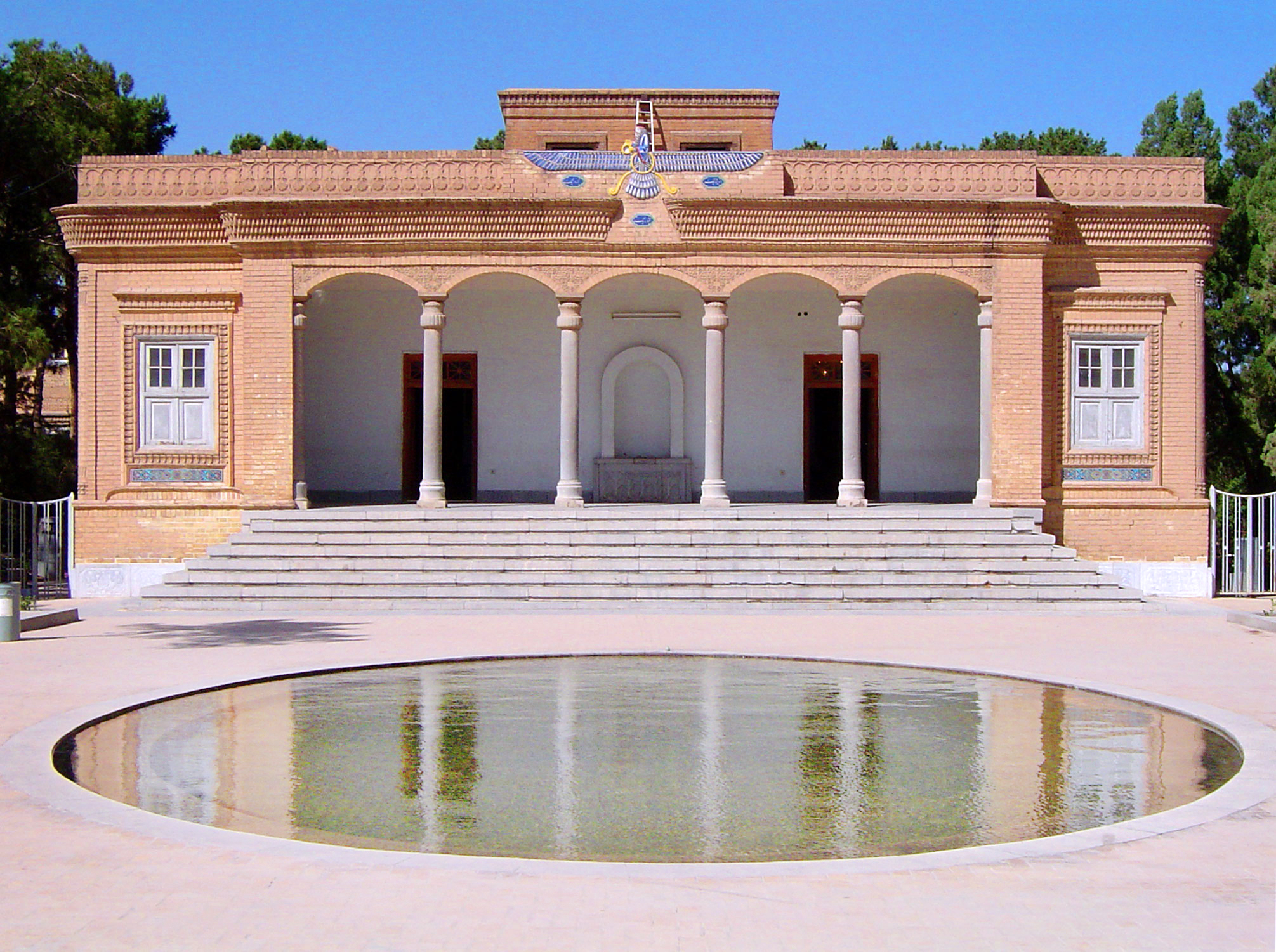
亚兹德的琐罗亚斯德教神庙

公元500年的依兰沙赫尔的领土疆域

224年安息帝国一个地方总督的儿子阿尔达希尔一世由于扩张地方势力而跟帝国开始战争。经过两年的战争，推翻安息帝国并杀死国王，于226年正式建立萨珊王朝（依兰沙赫尔），首都泰西封。萨珊王朝是以阿达希尔祖父之名而命名。波斯自古波斯阿契美尼德王朝之后再次统一，被认为是第二个波斯帝国。萨珊王朝多次与罗马帝国开战，曾在260年俘虏过罗马皇帝瓦勒良。但是萨珊王朝所属的美索不达米亚及其底格里斯河畔右岸的都城泰西封也在283年、297年、361年三次被罗马军队攻占。
萨珊王朝是一个高度中央集权的帝国，以琐罗亚斯德教为国教，全体人民分为教士、军人、文人、和平民四个等级。基督教中天主教一度被迫害，景教则得以发展。
由于对东罗马帝国、突厥的连年征战，萨珊王朝对臣民的课税较重，同时由于加强对宗教的控制，造成暴乱迭起，爾後由於東羅馬在查士丁尼時代成功竊取絲綢製造技術，作為絲路轉運站的經濟地位更是大受打擊。627年被東羅馬擊敗而元氣大傷，在629年和642年，两任皇帝遇刺，又同时受到崛起中的阿拉伯帝国军队的攻击，帝国终于崩溃。
魏晋南北朝时期，中国和波斯间的友好往来较频繁，《魏书》记载，波斯使臣来中国交聘达数十次之多，给北魏皇帝带来的各种礼品，有珍物、馴象等。1970年，在甘肃张掖大佛寺出土了六枚波斯萨珊王朝银币。帝国在632年起被阿拉伯军队攻击，在651年灭亡后，萨珊王朝末代皇帝的儿子俾路斯曾逃到中国唐朝，请求唐高宗出救兵抗击阿拉伯入侵，唐朝护送其返回今阿富汗锡斯坦一带，于661年建立波斯督护府，但于663年终被阿拉伯所灭。

### 伊斯兰哈里发时期（632年–1258年）
阿拉伯帝国進攻薩珊王朝，統治者伊嗣埃三世被殺，混乱的萨珊王朝迅速被新兴的伊斯兰教指引下的阿拉伯帝国击溃（伊斯兰对波斯的征服）。薩珊帝國的滅亡是伊朗歷史的一個轉折點。伊斯兰教迅速取代了琐罗亚斯德教，各地大量兴建清真寺，導致了祆教在波斯的最終衰亡，阿拉伯语成了通行的语言。波斯成为阿拉伯帝国的一部分。
公元661年，阿拉伯帝國第四任統治者哈里發阿里遭到刺殺。總督穆阿維葉一世隨即宣佈其子即位，建立了倭馬亞王朝，以大馬士革為首都，是為葉齊德一世。倭馬亞王朝统治疆域東至中亞和印度，達到了另一個高峰。宣稱沒有一個帝國的疆域比倭馬亞帝國更廣闊。直到749年阿拔斯一世起兵攻入首都大馬士革，屠殺王室，建立阿拔斯王朝，倭馬亞王朝從此滅亡。
750年以后，阿拔斯王朝统治阿拉伯帝国，雖然中央由阿拉伯人掌控，而波斯人则在地方首府中取得了支配地位，在这期间波斯文化得到巨大发展。
马蒙之后，阿拔斯王朝因军事实力衰落而国势日衰，割据局面形成；期间波斯土地上先后出现塔希尔王朝、萨法尔王朝、萨曼王朝、齐亚尔王朝、阿拉菲德王朝、白益王朝、加茲尼王朝、古尔王朝、塞尔柱帝國、花剌子模王朝；塞尔柱帝国的建筑师于1042年在伊斯法罕城興建了令人難以置信的星期五清真寺。波斯數學家及詩人歐瑪爾·海亞姆在塞尔柱時期寫下了他的詩集《魯拜集》（Rubaiyat）。
塞尔柱人在12世紀末期失去波斯的控制權，並由來自鹹海阿姆河下游三角洲的另一伊朗语民族所建的花剌子模沙朝所取代。1194年，花拉子模沙朝的阿拉烏丁摩訶末攻灭塞尔柱帝国，继而攻占伊朗高原。1205年，阿拉乌丁摩诃末最终攻占波西斯。1212年，阿拉乌丁摩诃末攻灭喀喇汗国，继而统治全部中亚河中地区。1215年，阿拉乌丁摩诃末攻灭古尔王朝。
1258年，旭烈兀西征时率领的12000大軍攻陷阿拉伯帝國首都巴格達，哈里發穆斯台綏木投降后被杀，阿拉伯帝國滅亡

### 蒙古伊兒汗國時期（1220年–1357年）
1219年底—1220年间，成吉思汗亲率蒙古帝国十万大军武力入侵征服花剌子模王朝，并镇压了其境内的三十个城市，大伊朗地区随后被蒙古人统治。
之后在历任蒙古帝国最高统治者拖雷、窝阔台、乃马真、贵由汗、斡兀立海迷失和蒙哥时代的地方总督绰儿马罕、拜住、野里知吉带，畏兀儿人阔里吉思与卫拉特人阿儿浑阿加继续对亚美尼亚、格鲁吉亚、阿塞拜疆和罗姆苏丹国的占領和镇压，尤其是他的孙子旭烈兀在1256年—1259年间先后攻滅木剌夷、阿拉伯帝國阿拔斯王朝、叙利亚阿尤布王朝，1260年旭烈兀被元帝國大汗忽必烈封伊兒汗，封地波斯，正式建立伊兒汗國。
伊兒汗國多次與埃及馬木留克爭黎凡特，並參與了最後一次的十字軍東征。
1295年伊兒汗國的君主合贊汗最终皈依伊斯兰教。直到1357年伊兒汗國灭亡后，波斯依然被从伊兒汗國分裂出的五个王朝统治。

### 帖木儿帝国、土库曼白羊王朝、土库曼黑羊王朝
1381年到1467年，波斯成为兴起于河中突厥帖木儿帝国的一部分。帖木儿死后不久西波斯先后被土库曼人建立的存在于1375年—1468年的黑羊王朝和存在于1378年—1508年的白羊王朝统治。
1405年到1433年，明朝永乐帝派遣郑和组织船队下西洋，多次到达帖木儿帝国。郑和在斯里兰卡（锡兰）立的石碑用中文、泰米尔语、波斯语三种文字写成。阿拉伯语和波斯语在明朝穆斯林的经堂教育中广被使用。

### 萨非王朝（1501年–1736年）
萨非王朝（又译萨法维王朝）是一个由土库曼人建立的帝国，其建国的英主伊斯迈尔一世统一波斯，并把疆土扩展到今天的阿塞拜疆、伊拉克、和阿富汗的一部分，以什叶派的「十二伊瑪目」教义为国教。萨非王朝与奥斯曼帝国战争不断。1588年阿拔斯大帝继位，迁都伊斯法罕，与土耳其讲和，赶走乌兹别克人，从葡萄牙人手中夺得波斯湾中的小岛巴林，使波斯成为伊斯兰世界的最重要的文化中心。

### 欧洲人的“大博弈”（1722年–1914年）

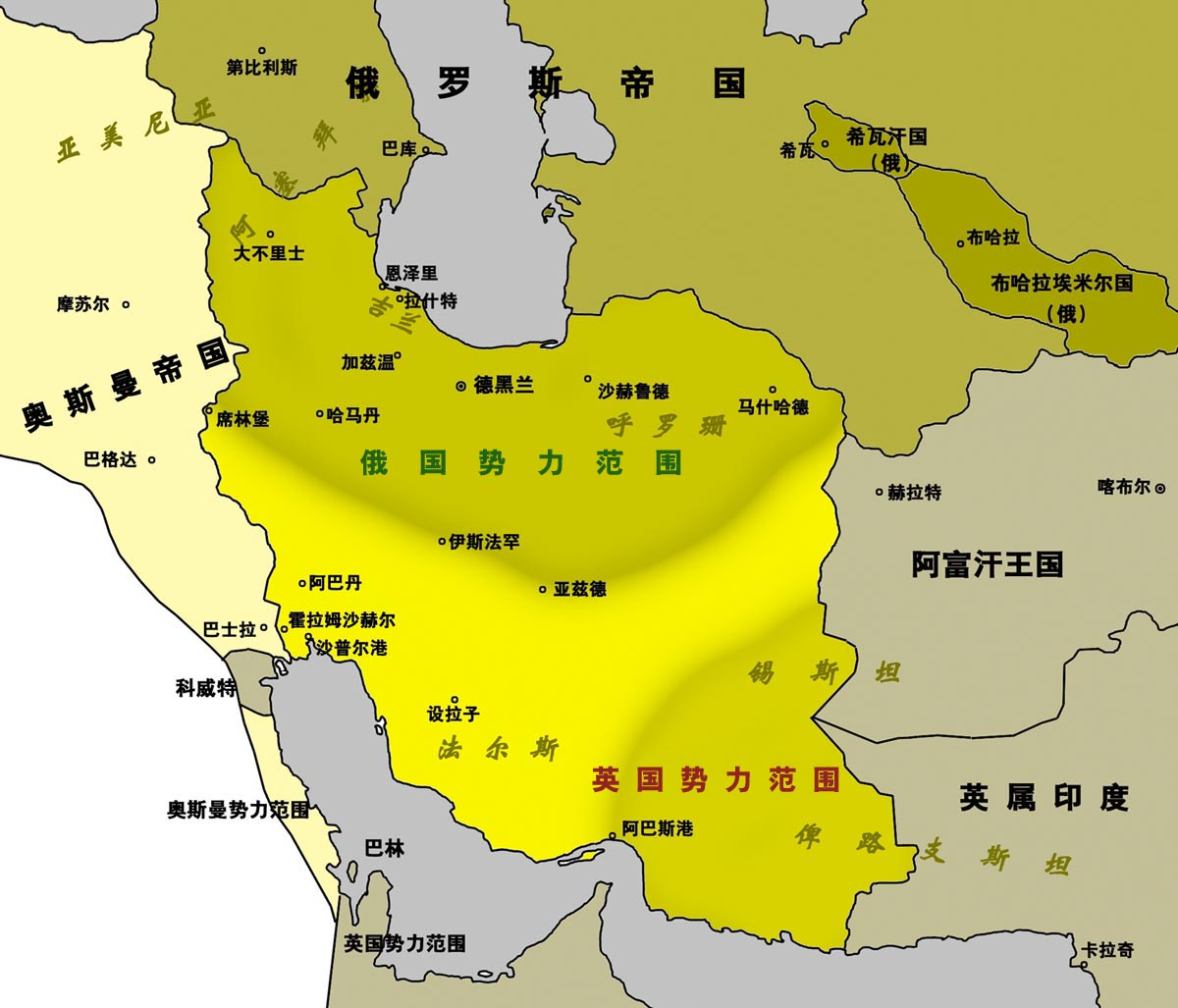
1907年英俄协议之后的波斯

1722年俄国的彼得大帝联合奥斯曼帝国入侵萨非王朝，之后波斯国内又爆发了逊尼派教徒为抵抗被强迫信奉什叶派的暴动，萨非王朝灭亡。后波斯被均由土库曼人建立的阿夫沙尔王朝、桑德王朝和卡扎尔王朝统治。
1779年至1925年，波斯在卡扎尔王朝的统治下，被北面的俄罗斯帝国和东面以英属印度为基地的不列颠帝国所蚕食，其领土中分出不列颠帝国势力范围的巴林、阿富汗的一部分，和俄罗斯帝国势力的阿塞拜疆、土库曼斯坦、乌兹别克斯坦。俄、英在此的战略竞争被称为“大博弈”。

### 第一次世界大战及之后（1914年–1935年）
第一次世界大战期间，参战的俄罗斯帝国、奥斯曼帝国（今土耳其）、不列颠帝国（今英國）和德意志帝国（今德國）均向波斯派出军队以控制波斯的油田。战后波斯北部被不列颠帝国驻军控制。1925年12月礼萨·汗推翻卡扎尔王朝建立巴列维王朝，而直到冷战期间，英国及苏联还一直对波斯保持影响力。
1935年，礼萨·汗将波斯更名为伊朗。

## 延伸阅读
[在维基数据编辑]
 《梁書/卷54》，出自姚思廉《梁書》
 《魏書·卷102》，出自魏收《魏书》
 《周書·卷50》，出自令狐德棻《周書》
 《南史·卷79》，出自李延壽《南史》
 《北史·卷097》，出自李延壽《北史》
 《舊唐書·卷198》，出自刘昫《舊唐書》
 《新唐書·卷221下》，出自《新唐書》

## 外部連結
- 伊朗簡史 - 中華人民共和國駐伊朗伊斯蘭共和國大使館

## 文內注釋
1. ↑  張星烺.  4. 北京: 輔仁大學. 1930: 166.
2. ↑  金国平; 吴志良. . 中国中外关系史学会通讯. 2003, (18): 55–58.
3. ↑   (shtml). 凤凰网 (凤凰网).   [2019-12-14]. （原始内容存档于2020-06-05） （中文（简体））.
4. ↑  李一新. . 贵州师范大学学报(社会科学版). 1994年4月  [2013-11-10]. （原始内容存档于2013-11-10）.